# مضخات هوندا

مقارنة بين الفرق في السعة بين مضختي هوندا WX10 وهوندا WX15

مضخات هوندا (بالإنجليزية: Honda pumps)‏ هي مضخة قابلة للنقل يتم تصنيعها في اليابان والهند والصين والولايات المتحدة. تشكل نسبة مضخات هوندا إلى مضحات المياه في العالم 11/1 على مستوى العالم. 

## مضخة أنواع
تقوم هوندا بصناعة خمسة أنواع من المضخات منها مضخات المياه والنفايات والمواد الكيميائية. مضخات التحويل (volume or transfer pumps) مصممة لضخ كميات كبيرة من الماء النقي بطريقة اقتصادية.

## وصلات خارجية
- هوندا- معدات الطاقة - أمريكا
- هوندا- معدات الطاقة - أستراليا